# Litzmannstadt
Litzmannstadt var navnet, der blev givet til den tyskbesatte by Łódź den 11. april 1940 efter ordre fra Adolf Hitler. Gauleiter af Warthegau, Arthur Greiser, deltog under den højtidelige markering af omdøbelsen. Samtidig blev Piotrkowska-gaden omdøbt til "Adolf Hitler Straße", og byvåbenet blev forandret til en dobbel svastika på blåfarvet bund.
Den 8. februar 1940 oprettede tyskerne en jødisk getto i byen, som fik navnet Ghetto Litzmannstadt. 
Navnet blev givet til ære for den tyske general Karl Litzmann, som under 1. verdenskrig i 1914 sejrede over russerne i slaget ved Łódź. Navnet "Litzmannstadt" fungerede frem til tyskerne trak sig tilbage i januar 1945.